# European Silver League 2025 (damer)
European Silver League 2025 spelades mellan 30 maj och 29 juni 2025. Det var sjunde upplagan av turneringen och nio damlandslag från CEV:s medlemsförbund deltog. Schweiz vann turnering för första gången genom att besegra Lettland i finalen och gick därigenom upp till European Golden League 2026.

## Regelverk

### Format
Turneringen bestod av ett gruppspel där varje lag mötte totalt sex andra lag. De två främsta lagen efter gruppspelet gick vidare till en final som genomfördes i form av två matcher (hemma/borta). Vinnaren av finalen kvalificerade sig för European Golden League 2026.

### Metod för att bestämma tabellplacering
Om slutresultatet blev 3-0 eller 3-1 tilldelades 3 poäng till det vinnande laget och 0 till det förlorande laget, om slutresultatet blev 3-2 tilldelades 2 poäng till det vinnande laget och 1 till det förlorande laget.
Lagens position i respektive grupp bestämdes utifrån (i tur och ordning):
- Antal vunna matcher
- Poäng
- Kvot vunna/förlorade set
- Kvot vunna/förlorade bollpoäng
- Inbördes möten

## Deltagande lag
| Lag            | Turnering                          | Deltog senast               |
| -------------- | ---------------------------------- | --------------------------- |
| Färöarna       | 8:a i European Silver League 2024  | European Silver League 2024 |
| Georgien       | 5:a i European Silver League 2024  | European Silver League 2024 |
| Island         | 9:a i European Silver League 2024  | European Silver League 2024 |
| Israel         | Wild card                          | European Silver League 2021 |
| Lettland       | 6:a i European Silver League 2024  | European Silver League 2024 |
| Luxemburg      | 7:a i European Silver League 2024  | European Silver League 2024 |
| Nordmakedonien | Wild card                          | European Silver League 2023 |
| Schweiz        | Wild card                          | European Silver League 2018 |
| Österrike      | 12:a i European Golden League 2024 | European Silver League 2023 |

## Turneringen

### Gruppspel[6]

#### Första veckan

##### Grupp 1
| 30 maj 2025 Íþróttahúsið Digranes, Kópavogur Speltid: 2:04 - Åskådare: 135 | Georgien  | 2 - 3 | Island    | 25-19, 13-25, 23-25, 28-26, 14-16 |
| 31 maj 2025 Íþróttahúsið Digranes, Kópavogur Speltid: 2:04 - Åskådare: 40  | Österrike | 2 - 3 | Georgien  | 26-28, 23-25, 25-13, 27-25, 13-15 |
| 1 juni 2025 Íþróttahúsið Digranes, Kópavogur Speltid: 1:12 - Åskådare: 131 | Island    | 0 - 3 | Österrike | 16-25, 15-25, 17-25               |

##### Grupp 2
| 30 maj 2025 Sportska sala Park, Strumica Speltid: 1:18 - Åskådare: 1 500 | Luxemburg      | 0 - 3 | Nordmakedonien | 16-25, 19-25, 14-25 |
| 31 maj 2025 Sportska sala Park, Strumica Speltid: 0:59 - Åskådare: 500   | Schweiz        | 3 - 0 | Luxemburg      | 25-11, 25-13, 25-14 |
| 1 juni 2025 Sportska sala Park, Strumica Speltid: 0:59 - Åskådare: 1 800 | Nordmakedonien | 0 - 3 | Schweiz        | 7-25, 16-25, 6-25   |

##### Grupp 3
| 30 maj 2025 Zemgales Olimpiskais centrs, Jelgava Speltid: 1:27 - Åskådare: 540 | Färöarna | 1 - 3 | Lettland | 11-25, 30-28, 17-25, 15-25 |
| 31 maj 2025 Zemgales Olimpiskais centrs, Jelgava Speltid: 1:09 - Åskådare: 50  | Israel   | 3 - 0 | Färöarna | 25-14, 25-19, 25-14        |
| 1 juni 2025 Zemgales Olimpiskais centrs, Jelgava Speltid: 1:09 - Åskådare: 490 | Lettland | 3 - 0 | Israel   | 25-17, 25-19, 25-13        |

#### Andra veckan

##### Grupp 4
| 6 juni 2025 Ítróttarhøllin inni í Dal á Sandi, Sandur Speltid: 1:07 - Åskådare: 65  | Nordmakedonien | 3 - 0 | Färöarna       | 25-11, 25-21, 25-16 |
| 7 juni 2025 Ítróttarhøllin inni í Dal á Sandi, Sandur Speltid: 1:07 - Åskådare: 25  | Österrike      | 3 - 0 | Nordmakedonien | 25-12, 25-12, 25-20 |
| 8 juni 2025 Ítróttarhøllin inni í Dal á Sandi, Sandur Speltid: 1:05 - Åskådare: 129 | Färöarna       | 0 - 3 | Österrike      | 13-25, 9-25, 22-25  |

##### Grupp 5
| 6 juni 2025 Tbilisi Sports Palace, Tbilisi Speltid: 2:10 - Åskådare: 1 500 | Luxemburg | 2 - 3 | Georgien  | 25-21, 29-31, 15-25, 25-22, 8-15 |
| 7 juni 2025 Tbilisi Sports Palace, Tbilisi Speltid: 1:03 - Åskådare: 50    | Lettland  | 3 - 0 | Luxemburg | 25-17, 25-17, 25-11              |
| 8 juni 2025 Tbilisi Sports Palace, Tbilisi Speltid: 1:48 - Åskådare: 2 000 | Georgien  | 1 - 3 | Lettland  | 25-16, 23-25, 21-25, 18-25       |

##### Grupp 6
| 6 juni 2025 Betoncoupe Arena, Schönenwerd Speltid: 1:03 - Åskådare: 800   | Island  | 0 - 3 | Schweiz | 10-25, 14-25, 16-25 |
| 7 juni 2025 Betoncoupe Arena, Schönenwerd Speltid: 1:20 - Åskådare: 85    | Israel  | 3 - 0 | Island  | 25-20, 25-18, 25-16 |
| 8 juni 2025 Betoncoupe Arena, Schönenwerd Speltid: 1:21 - Åskådare: 1 150 | Schweiz | 3 - 0 | Israel  | 25-18, 28-26, 25-17 |

#### Tredje veckan

##### Grupp 7
| 13 juni 2025 D'Coque, Luxemburg Speltid: 2:08 - Åskådare: 100 | Island    | 3 - 2 | Luxemburg | 25-22, 21-25, 24-26, 25-15, 16-14 |
| 14 juni 2025 D'Coque, Luxemburg Speltid: 1:10 - Åskådare: 50  | Färöarna  | 0 - 3 | Island    | 19-25, 18-25, 18-25               |
| 15 juni 2025 D'Coque, Luxemburg Speltid: 1:06 - Åskådare: 150 | Luxemburg | 3 - 0 | Färöarna  | 25-20, 25-11, 25-20               |

##### Grupp 8
| 13 juni 2025 Sportska sala Park, Strumica Speltid: 2:13 - Åskådare: 0 | Nordmakedonien | 2 - 3 | Israel         | 14-25, 25-18, 25-22, 14-25, 10-15 |
| 14 juni 2025 Sportska sala Park, Strumica Speltid: 1:48 - Åskådare: 0 | Georgien       | 3 - 1 | Nordmakedonien | 20-25, 25-21, 25-23, 25-22        |
| 15 juni 2025 Sportska sala Park, Strumica Speltid: 1:18 - Åskådare: 0 | Israel         | 3 - 0 | Georgien       | 25-14, 25-18, 25-18               |

##### Grupp 9
| 13 juni 2025 Johann-Pölz-Halle, Amstetten Speltid: 2:02 - Åskådare: 454 | Lettland  | 2 - 3 | Österrike | 16-25, 23-25, 25-19, 25-19, 9-15 |
| 14 juni 2025 Johann-Pölz-Halle, Amstetten Speltid: 1:15 - Åskådare: 64  | Schweiz   | 3 - 0 | Lettland  | 25-19, 25-18, 25-23              |
| 15 juni 2025 Johann-Pölz-Halle, Amstetten Speltid: 1:07 - Åskådare: 309 | Österrike | 0 - 3 | Schweiz   | 19-25, 16-25, 18-25              |

#### Sluttabell[5]
| Pos. | Lag            | P  | S | V | F | VS | FS | Kvot  | VP  | FP  | Kvot  |
| ---- | -------------- | -- | - | - | - | -- | -- | ----- | --- | --- | ----- |
| 1.   | Schweiz        | 18 | 6 | 6 | 0 | 18 | 0  | MAX   | 453 | 281 | 1,612 |
| 2.   | Lettland       | 13 | 6 | 4 | 2 | 14 | 8  | 1,750 | 503 | 432 | 1,164 |
| 3.   | Österrike      | 12 | 6 | 4 | 2 | 14 | 8  | 1,750 | 495 | 416 | 1,189 |
| 4.   | Israel         | 11 | 6 | 4 | 2 | 12 | 8  | 1,500 | 440 | 392 | 1,122 |
| 5.   | Georgien       | 8  | 6 | 3 | 3 | 12 | 14 | 0,857 | 555 | 584 | 0,950 |
| 6.   | Island         | 7  | 6 | 3 | 3 | 9  | 13 | 0,692 | 439 | 485 | 0,905 |
| 7.   | Nordmakedonien | 7  | 6 | 2 | 4 | 9  | 12 | 0,750 | 402 | 447 | 0,899 |
| 8.   | Luxemburg      | 5  | 6 | 1 | 5 | 7  | 15 | 0,466 | 411 | 501 | 0,820 |
| 9.   | Färöarna       | 0  | 6 | 0 | 6 | 1  | 18 | 0,055 | 318 | 478 | 0,665 |

      Kvalificerade för final.

### Final[7]

#### Match 1
| 26 juni 2025 Olimpiskais Sporta centrs, Riga Speltid: 2:05 - Åskådare: 900 | Lettland | 3 - 2 | Schweiz | 25-17, 21-25, 32-30, 22-25, 15-8 |

#### Match 2
| 29 juni 2025 Betoncoupe Arena, Schönenwerd Speltid: 1:20 - Åskådare: 1 500 | Schweiz | 3 - 0 | Lettland | 25-20, 25-20, 25-19 |

## Slutplaceringar
| Pos | Lag            | Vidare till                 |
| --- | -------------- | --------------------------- |
|     | Schweiz        | European Golden League 2026 |
|     | Lettland       |                             |
| 3   | Österrike      |                             |
| 4   | Israel         |                             |
| 5   | Georgien       |                             |
| 6   | Island         |                             |
| 7   | Nordmakedonien |                             |
| 8   | Luxemburg      |                             |
| 9   | Färöarna       |                             |